# Fianelita
La fianelita és un mineral de la classe dels vanadats. Rep el seu nom de la seva localitat tipus, la mina Fianel, a Suïssa.

## Característiques
La fianelita és un vanadat de fórmula química Mn²⁺₂V₂O₇(H₂O)₂. Va ser aprovada com a espècie vàlida per l'Associació Mineralògica Internacional l'any 1995. Cristal·litza en el sistema monoclínic. La seva duresa a l'escala de Mohs és 3.
Segons la classificació de Nickel-Strunz, la fianelita pertany a «08.FC - Polifosfats, poliarsenats i [4]-polivanadats, només amb H₂O» juntament amb els següents minerals: canafita, pintadoïta, arnhemita, wooldridgeïta i kanonerovita.

## Formació i jaciments
Va ser descoberta a la mina Fianel, a Ausserferrera, a la vall de Ferrera (Grischun, Suïssa). També ha estat descrita a la mina Komatsu, a Hannou (Regió de Kanto, Japó). Sol trobar-se associada a altres minerals com: medaïta, palenzonaïta, saneroïta, pirobelonita, parsettensita, rodocrosita, kutnohorita, aegirina i quars.